# One Piece: Nejimaki-jima no bōken
One Piece: Chuyến phiêu lưu trên Đảo máy đồng hồ (Nhật: ONE PIECE ねじまき島の冒険 Hepburn: One Piece: Nejimaki Shima no Bōken) là phim chủ đề thứ hai trong loạt phim điện ảnh One Piece dựa trên manga One Piece của tác giả Shimizu Junji. Phim được công chiếu tại các rạp của Nhật Bản vào ngày 3 tháng 3 năm 2001.

## Phân vai
- Okamura Akemi 
vai Nami
- Hirata Hiroaki vai Sanji
- Yamaguchi Kappei vai Usopp
- Nakai Kazuya vai Zoro Roronoa
- Tanaka Mayumi vai Monkey D. Luffy
- Yajima Akiko vai Akisu
- Tanaka Hideyuki vai Pin Joker
- Tanonaka Isamu  vai Boo Jack
- Horiuchi Kenyuu vai Borodo
- Hayashibara Megumi vai Honey Queen
- Aono Takeshi vai Skunk One
- Genda Tesshô vai Bear King-sama
- Shimazaki Dai vai Đứa trẻ
- Gouri Daisuke vai ba của Akisu
- Suganuma Hisayoshi vai Donny
- Ryuutani Osamu vai Denny
- Kikuchi Rei vai Đứa trẻ
- Niki Shizumi vai Tailor
- Shimamoto Sumi vai mẹ của Akisu
- Inada Tetsu vai Danny
- Ueno Yukiko vai Đứa trẻ